# Rimon-Verlag

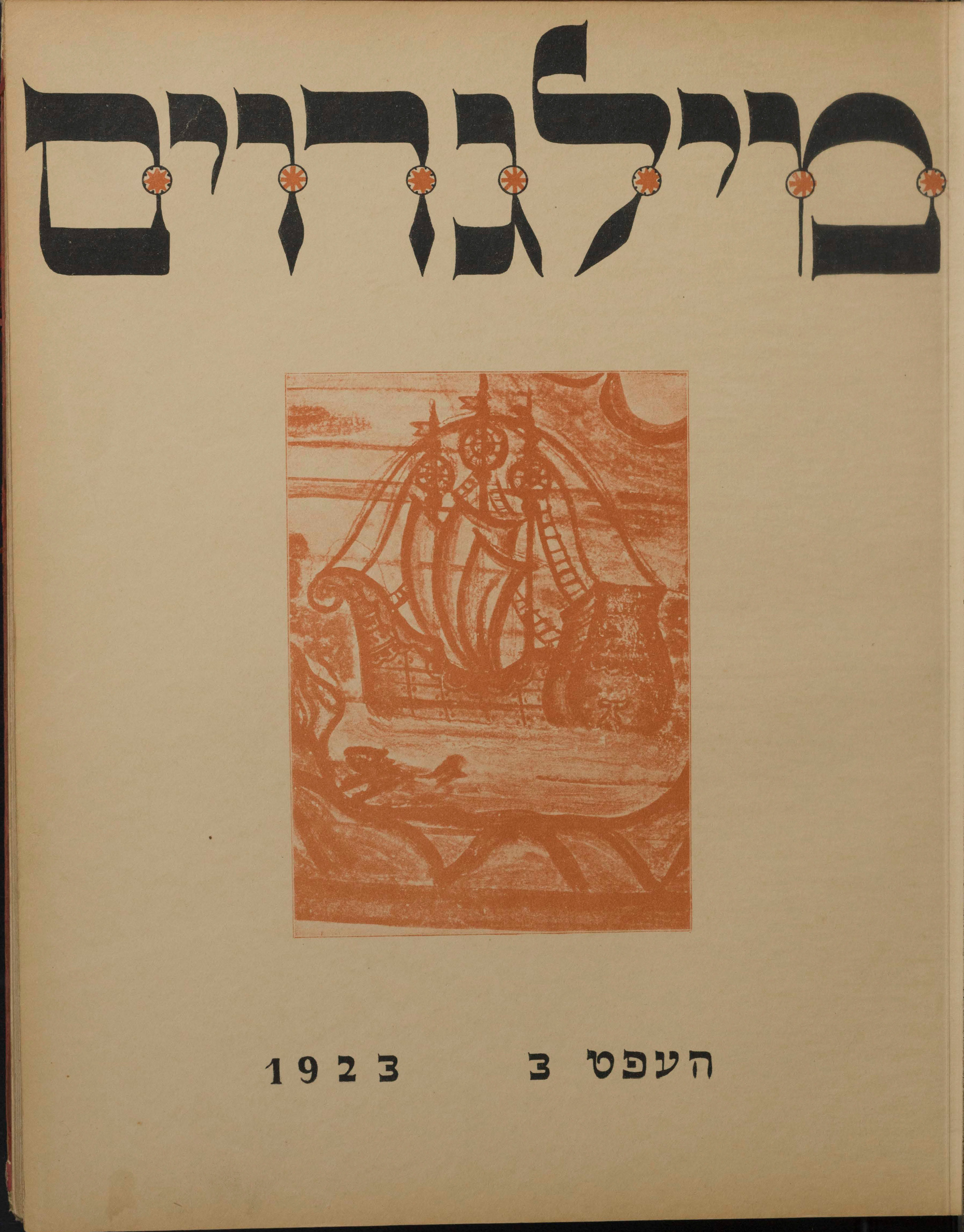
Milgroim, 1923

Rimon. Farlag far Kunst un Literatur war ein kleiner Verlag für hebräische und jiddische Literatur in Berlin von 1922 bis 1924.

## Geschichte
Der Verlag Rimon wurde 1921 oder Anfang 1922 gegründet.
Er gab die Zeitschrift Milgroim/Rimon in jiddischer bzw. hebräischer Sprache heraus, dazu einige hebräische Bücher. Die kalligraphische Gestaltung der Titelbuchstaben war meist von Franziska Baruch.
Die Adressen waren Hohenstaufenstraße 43 (1922–1924) und Auguste-Viktoria-Straße 5 in Berlin-Halensee (1923), außerdem gab es eine Filiale in London.
1924 erschienen die letzten Publikationen, danach ist der Verlag nicht mehr feststellbar.
1928 gab es einen hebräischen Rimon-Verlag in Basel.

## Publikationen (Auswahl)
- Milgroim, Tsaytschrift far literatur un kunst, 1922–1924, 6 Ausgaben in jiddischer Sprache
- Rimon, 1922–1924, 6 fast identische Ausgaben in hebräischer Sprache
- Nachman Bialik, K(e)tina Kolbo, 1923, ein hebräisches Kinderbuch, handgeschrieben von Franziska Baruch mit Illustrationen von Rahel Szalit-Marcus
- Ha Ketuba, übersetzt aus dem Englischen, 1923
- Nachman Breslover, Sipurim, 1923, mit Illustrationen von Rahel Szalit-Marcus